# Lars Byström
Lars Byström, Lars Göran Byström, född 7 oktober 1965, före detta ishockeyspelare (forward) för Modo Hockey. Hans moderklubb var IFK Nyland med vilka han inledde sin karriär i Division III som  15-åring. Men ganska snart kom han till Örnsköldsvik där han fick representera Modo Hockey under 13 säsonger och sammanlagt 427 matcher. Byström har också representerat Tre Kronor i 3 landskamper. Säsongen 1993/1994 var han, tillsammans med bland annat Peter Forsberg, med och tog SM-silver för Modo i tröjnummer 26.